# إدوارد إتش. كيفر
إدوارد إتش. كيفر هو نقَّاش ‏ وسياسي أمريكي، ولد في 1 مايو 1874 في ميلواكي في الولايات المتحدة، وتوفي في 14 أبريل 1951. نشط حزبياً في الحزب الاشتراكي الأمريكي. وقد انتخب عضو جمعية ولاية ويسكونسن ‏.